# Гетазат
Гетазат (арм. Գետազատ) — село в Араратской области Армении. 

## География
Село расположено в западной части марза, к востоку от реки Азат, на расстоянии 12 километров к северу от города Арташат, административного центра области. Абсолютная высота — 930 метров над уровнем моря.
Климат
Климат характеризуется как семиаридный (BSk в классификации климатов Кёппена). Среднегодовая температура воздуха составляет 12,1 °C. Средняя температура самого холодного месяца (января) составляет −2,9 °С, самого жаркого месяца (июля) — 25,7 °С. Расчётная многолетняя норма атмосферных осадков — 291 мм. Наибольшее количество осадков выпадает в мае (50 мм).

## Население
Иван Шопен отмечал, что согласно сведениям из "Камерального описания", составленного в 1829-1831 годах, в селе Агджа-Кишлаги Гарнибасарского магала Эриванской провинции проживало 105 человек, из которых 60 - армяне, переселившиеся из Персии после заключения Туркманчайского договора (1828) сторонами Русско-персидской войны (1826—1828), и 45 - армяне, проживавшие в селе до 1828 года (в источнике называются "коренными армянами").
По данным «Сборника сведений о Кавказе» за 1880 год в селе Агджа-кишлаг Эриванского уезда (в документе село указано как "Агджа-кишлагъ 1-й (Армянскiй)" в противоположность селу "Агджа-кишлагъ 2-й", ныне село Гетапня) было 26 дворов и проживало 152 жителя армянской национальности ("народности") и армяно-григорианского вероисповедания, среди которых 85 мужского пола и 67 женского. Также в селе была расположена армяно-григорианская церковь.
По данным Кавказского календаря на 1912 год, в селе Агджакишлаг Эриванского уезда проживало 480 человек, в основном армян.
| Год переписи | Население          | Население          | Население          | Население            | Население            | Население            |
| Год переписи | Наличное население | Наличное население | Наличное население | Постоянное население | Постоянное население | Постоянное население |
| Год переписи | Всего              | Мужчины            | Женщины            | Всего                | Мужчины              | Женщины              |
| ------------ | ------------------ | ------------------ | ------------------ | -------------------- | -------------------- | -------------------- |
| 2001         | 1961               | 990                | 971                | 2059                 | 1053                 | 1006                 |
| 2011         | 1833               | 922                | 911                | 1882                 | 960                  | 922                  |

## Достопримечательности
- Двинская пирамида